# ۷۰۷ (خورشیدی)
۷۰۷ هفتصد و هفتمین سال هجری خورشیدی است.